# 7500 Sassi
7500 Sassi (1996 TN) là một tiểu hành tinh vành đai chính được phát hiện ngày 3 tháng 10 năm 1996 bởi Farra d'Isonzo ở Farra d'Isonzo.